# Sistemi multiplanetari
     Velocità radiali
     Transito
     Pulsar timing
     Direct imaging
     Microlensing

Numero di scoperte di pianeti extrasolari per anno (al 29 gennaio 2023). I colori indicano il metodo di individuazione:
Velocità radiali
Transito
Pulsar timing
Direct imaging
Microlensing

Questa è una lista di sistemi multiplanetari, ossia di stelle con più pianeti orbitanti confermati ufficialmente e aggiornata al 1º gennaio 2025, basata in gran parte sul database dell'Enciclopedia dei Pianeti Extrasolari (EPE) e sull'archivio NASA degli esopianeti. Poiché molte stelle hanno più nomenclature possibili, è stata scelta quella di maggiore utilizzo comune, e ciò risulta in alcune incongruenze di nomenclatura tra questa voce e l'EPE, oltre alla correzione di alcuni refusi. Ogni stella è elencata con i propri principali parametri fisici, insieme al numero di membri del suo sistema stellare. Alcuni spettri non disponibili sulla EPE sono stati ricavati per confronto con stelle molto simili (dati con l'asterisco). Ulteriori dati mancanti sulla EPE sono stati trovati su altre pubblicazioni. I corpi di massa superiore a 13 masse gioviane, non sono considerati pianeti, ma nane brune e quindi esclusi dai conteggi.

## Contatori
| Prospetto sistemi multiplanetari | Prospetto sistemi multiplanetari | Prospetto sistemi multiplanetari | Prospetto sistemi multiplanetari | Prospetto sistemi multiplanetari | Prospetto sistemi multiplanetari | Prospetto sistemi multiplanetari | Prospetto sistemi multiplanetari | Totali |
| Pianeti per sistema              | 2                                | 3                                | 4                                | 5                                | 6                                | 7                                | 8                                | 2440   |
| Numero di sistemi                | 641                              | 208                              | 75                               | 27                               | 14                               | 1                                | 1+Sole                           | 967    |

Un elenco delle scoperte miliari o dei casi più estremi conosciuti può essere trovato alla pagina Pianeti extrasolari notevoli.